# Берлин, Пер
Пер Гуннар Бёрье Берлин (швед. Per Gunnar Börje Berlin; 1 августа 1921, Сёдра-Сандбю, Швеция — 22 декабря 2011, Ландскруна, Швеция) — шведский борец, серебряный призёр летних Олимпийских игр в Хельсинки (1952) по вольной борьбе, бронзовый призёр летних Олимпийских игр в Мельбурне (1956) по классической борьбе.

## Спортивная карьера
Начал заниматься борьбой в борцовском клубе ГАК города Эскильстуна. Выступать на международной арене начал после Второй мировой войны, когда они были возобновлены. На чемпионате Европы в Стамбуле (1949) он завоевал бронзовую медаль в вольной борьбе. На мировом первенстве в Хельсинки (1951) занял четвёртое место борьбе вольным стилем.
На мировом первенстве в Неаполе (1953) занял пятое место, также выступал на чемпионатах мира в Токио (1954) и по греко-римской борьбе в Карлсруэ (1955), но остался без медалей, заняв четвёртое и десятое места, соответственно.
На летних Олимпийских играх в Хельсинки (1952) выиграл серебро в той же дисциплине, а через четыре года в Мельбурне (1956) — бронзу в классической борьбе. В вольной борьбе занял четвёртое место. По завершении мельбурнской Олимпиады принял решение о завершении спортивной карьеры.